# Andromeda (TV-serie)
Andromeda är en kanadensisk TV-serie inom genren science fiction. Den är baserad på en idé av Gene Roddenberry, som är mest känd som mannen bakom Star Trek. Serien sändes ursprungligen i Global Television Network mellan den 2 oktober år 2000 och den 13 maj 2005.

## Handling

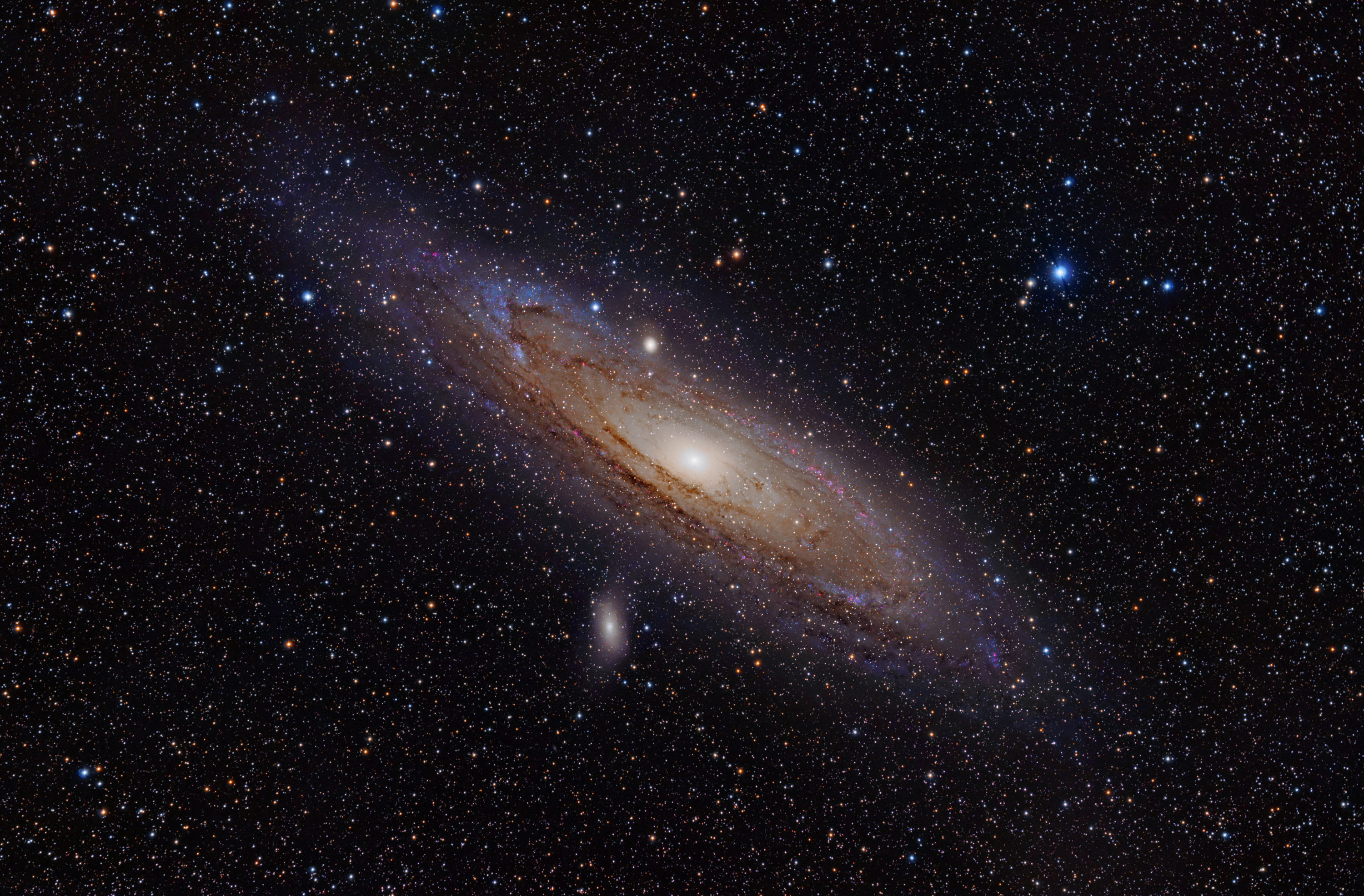
Andromedagalaxen.

Serien utspelar sig tusentals år in i framtiden. Samväldet är en konstitutionell monarki, som styrs från stjärnsystemet Tarn-Vedra. Människosläktet är medlemmar av Samväldet, som omfattar galaxerna Vintergatan, Triangelgalaxen och Andromedagalaxen. Samväldet ligger i krig med arten Magog.

## Roller
- Dylan Hunt - Kevin Sorbo
- Tyr Anasazi - Keith Hamilton Cobb (säsong 1-4)
- Trance Gemini - Laura Bertram
- Beka Valentine - Lisa Ryder
- Seamus Harper - Gordon Michael Woolvett
- Rev Bem - Brent Stait (säsong 1-2)
- Telemachus Rhade - Steve Bacic (säsong 4-5)
- Andromeda - Lexa Doig
- Elssbett Mossadim - Kimberly Huie
- Cuchulain - Adrian Hughes
- Doyle - Brandy Ledford (säsong 5)

## Om serien
Många ansåg att serien var för våldsam för att sändas under tider då många barn ser på TV. I Sverige fälldes TV4 av Granskningsnämnden för radio och TV för att på måndagseftermiddagen den 21 januari 2002 ha visat ett avsnitt med slagsmålsscener.

### Fotnoter
1. ↑  ”Andromeda - Season 1” (på engelska). TV.com. http://www.tv.com/shows/andromeda/season-1/. Läst 16 juni 2016.
2. ↑  ”Andromeda - Season 5” (på engelska). TV.com. http://www.tv.com/shows/andromeda/season-5/. Läst 16 juni 2016.
3. ↑  ”TV 4 våldsamma på olämplig tid” (på svenska). Svenska Dagbladet. 25 april 2002. https://www.svd.se/a/954aa9f2-79c0-39f1-ba35-7b7eebd3e401/tv-4-valdsamma-pa-olamplig-tid. Läst 1 december 2022.